# Gręzowo
Koordinaten: 54° 26′ N, 18° 31′ O

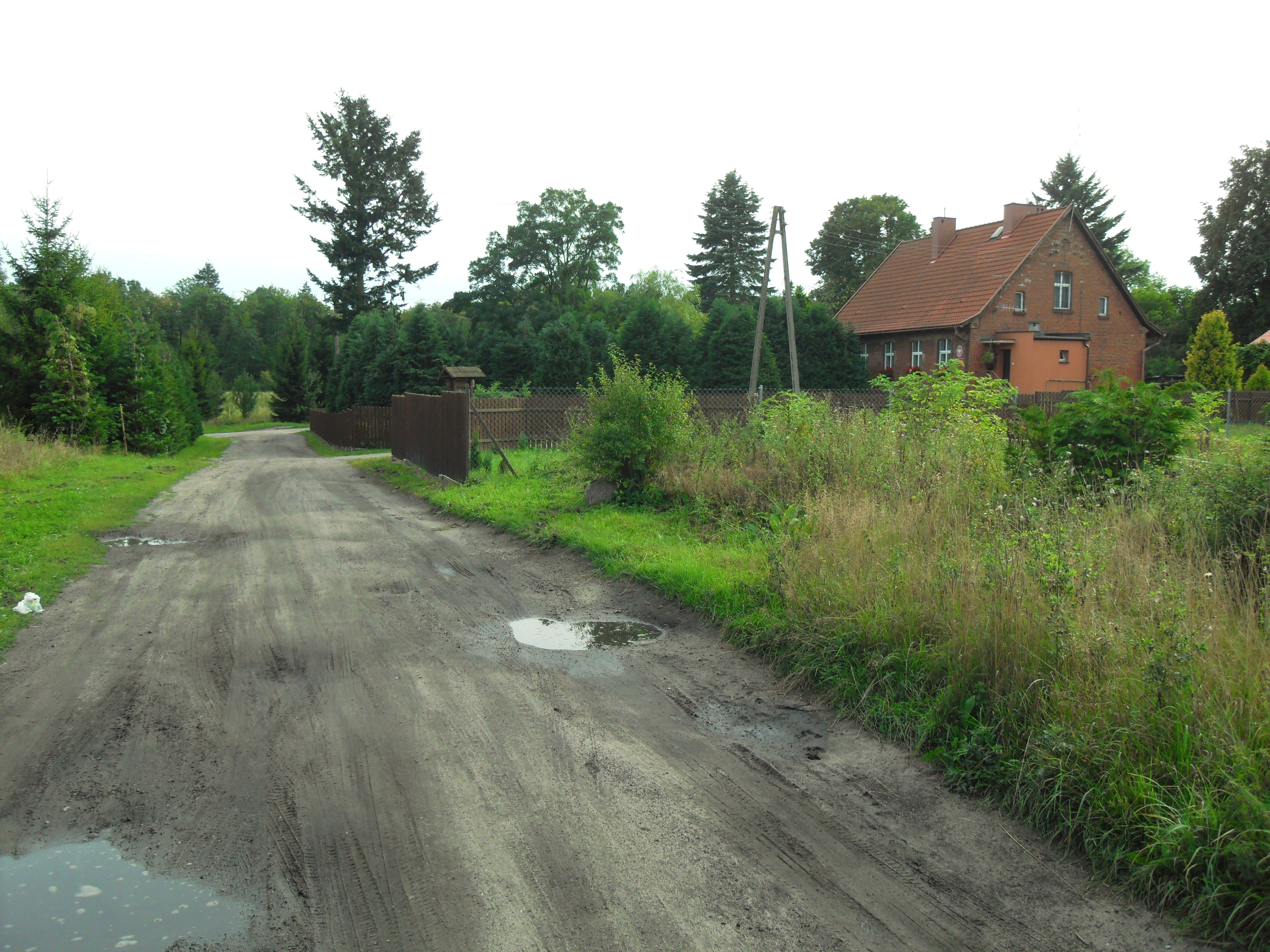
Leśna Polana

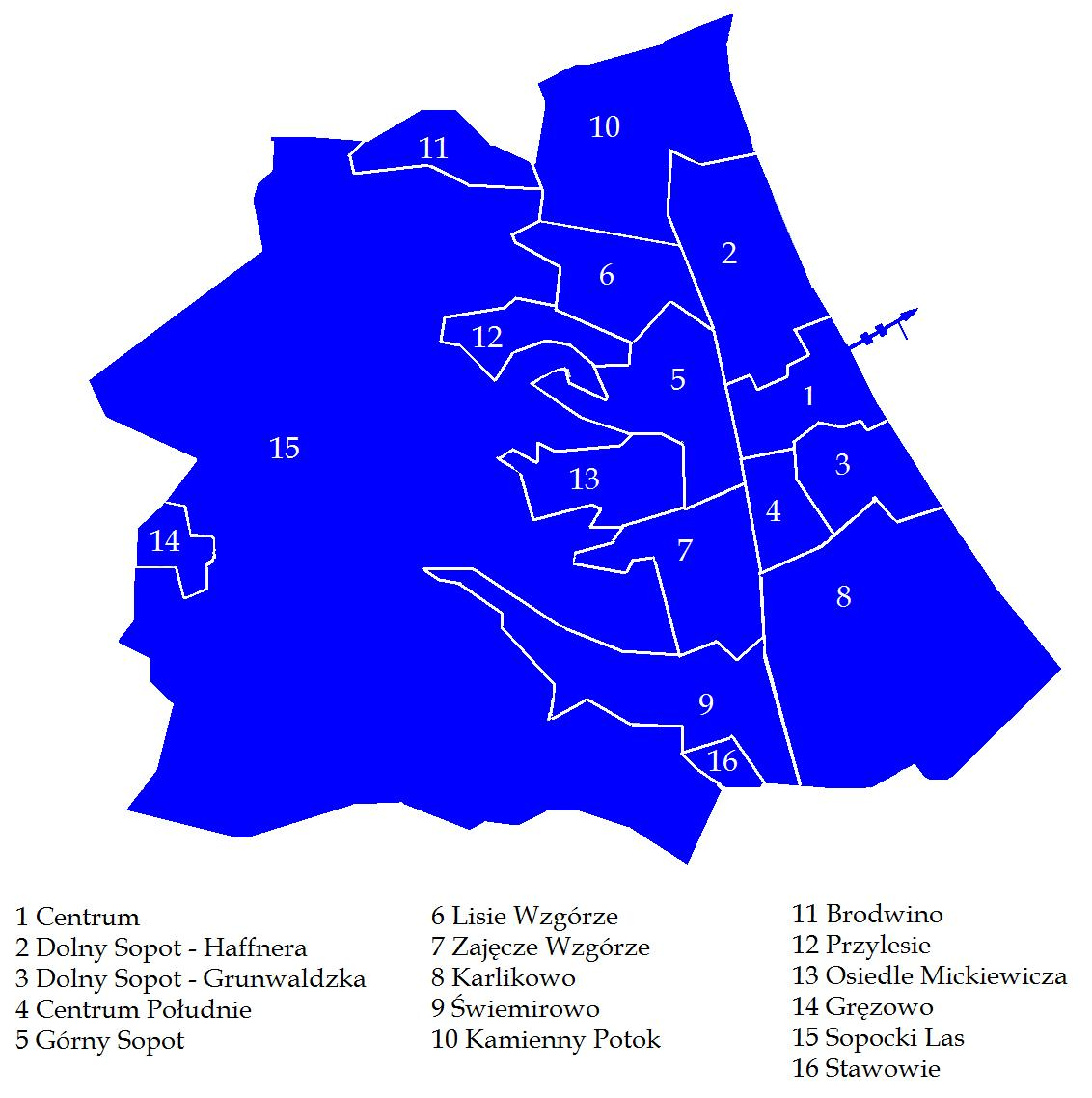
Lage von Gręzowo (14) im Stadtgebiet von Sopot

Gręzowo oder auch Leśna Polana (deutsch: Grenzlau, kaschubisch: Grãzowò) ist eine kleine Siedlung im Westen der Stadt Sopot (Zoppot) in Polen.

## Geschichte
Grenzlau war ein Wohnplatz und eine Försterei im Forstgutsbezirk Oliva und gehörte früher zu Taubenwasser im Kreis Neustadt in Westpreußen. Für 1783 sind 5 Feuerstellen und 1905 12 Einwohner vermerkt. 1890 kam es an die Stadt Zoppot und mit dieser 1920 an die Freie Stadt Danzig.

## Geographie
Gręzowo liegt an der Stadtgrenze Sopots im Zoppoter Wald (Sopocki Las). Der Bereich der Försterei Grenzlau wird heute, wie auch die Straße, als Leśna Polana (übersetzt: Waldlichtung) bezeichnet. ((Lage))

### Höchster Punkt der Stadt Sopot
Etwa 400 Meter südlich liegt eine unbenannte Erhebung, die mit 152,7 Metern den höchsten Punkt der Stadt Sopot darstellt. ((Lage)) Die deutsche Höhenangabe lag bis 1945 bei 152,8 Metern.

## Karten
- Messtischblatt: 1577 Zoppot